# 斯莫梁州
斯莫梁州是保加利亞的一個州，位於該國南部，與希臘接壤。面積3,193平方公里，2006年時人口為140,066人。州府斯莫梁。下分为10个市镇。